# Sulcus diagonalis
De sulcus diagonalis is een hersengroeve aan de laterale zijde van de grote hersenen. De sulcus diagonalis ligt midden in de pars opercularis van de gyrus frontalis inferior van de frontale kwab en deelt deze hersenwinding op in twee delen. De sulcus diagonalis is in ongeveer de helft van de linker- en rechterhersenhelften aanwezig. Daarbij kan deze hersengroeve verbonden zijn met de ramus anterior ascendens fissurae lateralis en eventueel met de sulcus frontalis inferior.

## Schorsvelden
In de hersenkaart van Brodmann vormt het schorsoppervlak van de sulcus diagonalis een onderdeel van area 44 (area opercularis). De grens met de aangrenzende area 45 (area triangularis) van Brodmann ligt vervolgens verder naar voren bij de ramus anterior ascendens fissurae lateralis. Bij sommige mensen ligt deze grens toch meer naar achter, tussen deze twee hersengroeven in, of bij de sulcus diagonalis zelf.